# Chrysochus asclepiadeus
Chrysochus asclepiadeus är en skalbaggsart som först beskrevs av Peter Simon Pallas 1776.  Chrysochus asclepiadeus ingår i släktet Chrysochus, och familjen bladbaggar. Arten har ej påträffats i Sverige.